# Il ritorno al paradiso terrestre
Il ritorno al paradiso terrestre (Back to God's Country) è un film muto del 1919, diretto da David Hartford.

## Trama
Nell'estremo nord canadese, la corsa all'oro aveva attirato anche un orientale, che aveva trovato la morte in una rissa in un saloon, lasciando il suo cane Tao.
Quarant'anni dopo Peter Burke, un naturalista dipendente del governo e scrittore dilettante incontrava durante un viaggio di servizio la giovane Dolores LeBeau, perfettamente in sintonia con l'ambiente naturale ed amante degli animali selvaggi, che sembravano avere una particolare predilezione per lei, ed il padre Baptiste, che vivevano in una casa isolata nelle foreste del meridione del Paese. Peter, ormai fidanzato con Dolores, deve partire per un'altra missione quando compare sulla scena Rydal, un capitano di mare costretto ora a nascondersi sulla terraferma perché ricercato per omicidio. Rydal, indossando la divisa di un agente della polizia a cavallo canadese (Royal Canadian Mounted Police) si finge ferito per poter essere ospitato a casa dei LeBeau insieme ad un complice, coll'intento di corteggiare Dolores, che non esita ad attaccare con violenza. Nel tentativo di difendere la figlia Baptiste uccide per legittima difesa il complice di Rydal: quest'ultimo, con la scusa di arrestarlo, lo porta nei pressi di uno strapiombo, dal quale lo getta, uccidendolo, sotto gli occhi della figlia; poi fa perdere le proprie tracce.
Tempo dopo Dolores e Peter vivono nella loro casa cittadina, e la giovane ha nostalgia della vita nelle foreste, alla quale era abituata. La coppia parte per una missione di Peter, che li porta a bordo di un mercantile diretto nella Terra di Baffin. Si scopre con raccapriccio che il capitano dell'imbarcazione è nient'altri che Rydal che, sempre nell'intento di approfittare di Dolores, ferisce gravemente Peter in quello che fa in modo sembri un incidente. Con Peter costretto a letto la nave fa capo al trading post di Blake, un disonesto amico di Rydal: si apprende che l'imbarcazione dovrà svernare sul posto, in attesa che i ghiacci, formatisi, si sciolgano. Della muta di cani da slitta di Blake fa parte un discendente del cane Tao, l'indocile e fiero Wapi, maltrattato dal padrone, e Dolores, con la sua passione per la vita animale, appare essere l'unica che sia mai riuscita ad ingraziarselo.
Peter ha urgentemente bisogno di assistenza medica, e il dottore più vicino si trova nell'insediamento di Fort Providence, raggiungibile, nell'inverno artico, solo con una perigliosa traversata delle Barren Lands su slitta trainata da cani. Blake offre la sua muta (in cui non compare Wapi, da sempre riluttante a collaborare con l'uomo) alla coppia. Rydal, armato, li segue a distanza, con l'intenzione di eliminare Peter. L'inseguimento sta per assumere un aspetto tragico per gli sposi, ma Wapi, spezzate le catene, accorre in loro difesa e blocca il convoglio di Rypdal, che troverà più tardi la morte cadendo in una pozza d'acqua ghiacciata.
Peter, raggiunta la cittadina, si riprende, e si trasferisce nella casa della foresta con Dolores e Wapi.

## Produzione

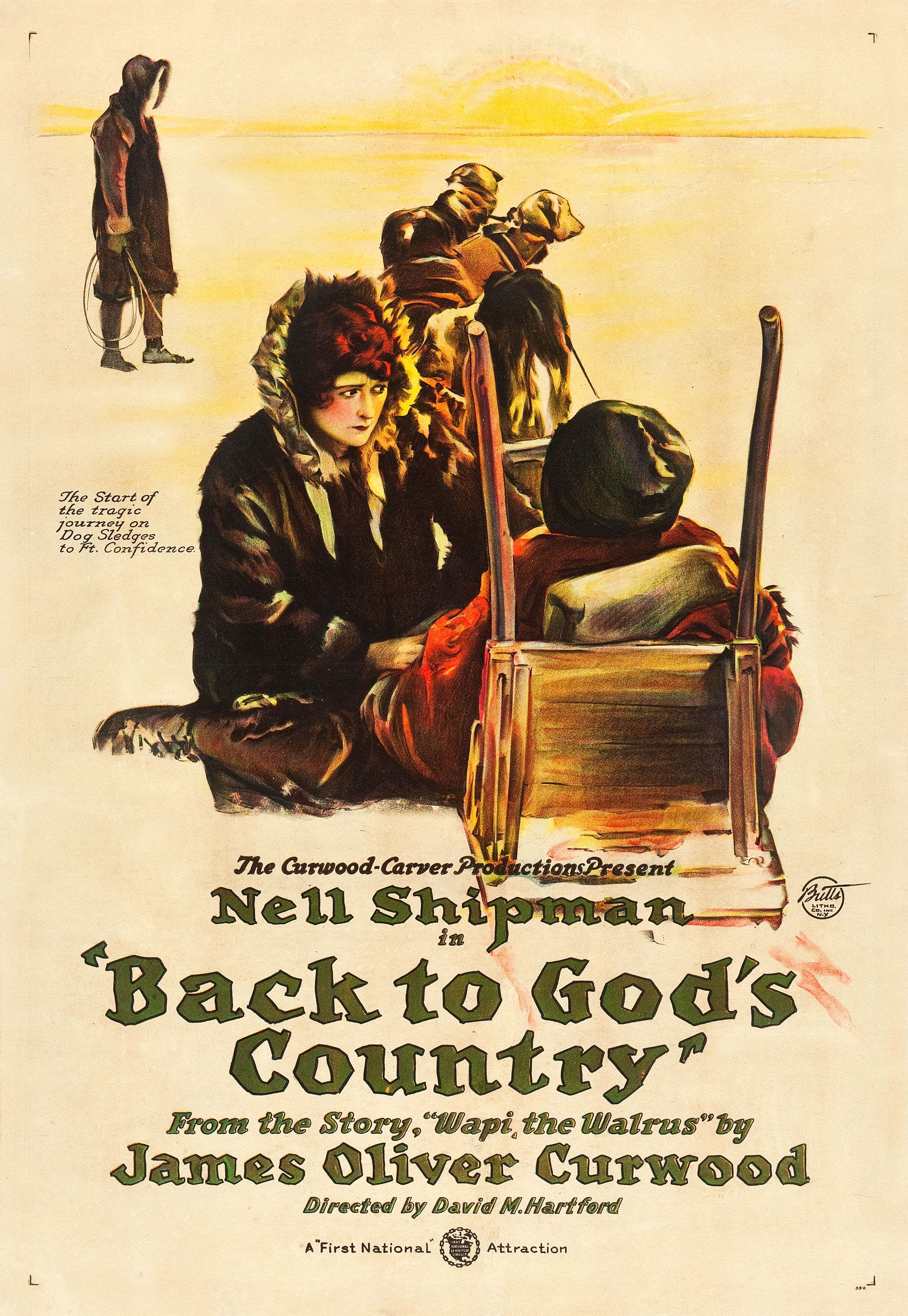
Locandina del film

Con un budget stimato superiore ai 67.000 dollari, Il ritorno al paradiso terrestre, basato sul racconto Whapi, the Walrus di James Oliver Curwood è il film muto di maggior successo della storia del cinema canadese.
Nell Shipman, protagonista del film e moglie del produttore Ernest, è stata una delle prime donne a comparire in una scena cinematografica di nudo. La casa cinematografica Shipman-Curwood Producing Company fu creata ad hoc per il film, come suo unico prodotto.
La storia di Curwood fu adattata per lo schermo dalla stessa Nell Shipman: protagonista non era più il cane alano del racconto, ma Dolores, trasformata in un'eroina che salva il marito. Per questi cambiamenti Curwood era fortemente contrariato, ma il film fu un successo commerciale, realizzando un profitto del 300% con un incasso lordo di un milione e mezzo di dollari.

## Distribuzione
Il ritorno al paradiso terrestre uscì il 27 ottobre 1919, distribuito dalla First National Exhibitor's Circuit (più avanti nota come First National). Del film furono girati due remake hollywoodiani, poiché lo si considerava perduto. Una stampa della pellicola originale fu tuttavia trovata in Europa, restaurata nel 1985 e successivamente edita. Una copia è conservata all'archivio cinematografico della Biblioteca del Congresso di Washington. Una edizione in DVD è stata realizzata dalla Milestone Films.